# Afrophion nubilicarpus
Afrophion nubilicarpus är en stekelart som först beskrevs av Tosquinet 1896.  Afrophion nubilicarpus ingår i släktet Afrophion och familjen brokparasitsteklar. Inga underarter finns listade i Catalogue of Life.